# Lisbon (Connecticut)
Pour les articles homonymes, voir Lisbon.
Lisbon est une ville américaine située dans le comté de New London au Connecticut.
Lisbon devient une municipalité en 1786. Elle doit son nom à la capitale portugaise, avec laquelle des marchands locaux faisaient commerce.

## Démographie
| 1820  | 1850 | 1860  | 1870 | 1880 | 1890 |
| ----- | ---- | ----- | ---- | ---- | ---- |
| 1 159 | 938  | 1 262 | 502  | 630  | 548  |

| 1900 | 1910 | 1920 | 1930  | 1940  | 1950  |
| ---- | ---- | ---- | ----- | ----- | ----- |
| 697  | 824  | 867  | 1 097 | 1 131 | 1 282 |

| 1960  | 1970  | 1980  | 1990  | 2000  | 2010  |
| ----- | ----- | ----- | ----- | ----- | ----- |
| 2 019 | 2 808 | 3 279 | 3 790 | 4 069 | 4 338 |

Selon le recensement de 2010, Lisbon compte 4 338 habitants. La municipalité s'étend sur 16,69 milles carrés (43,23 km2), dont 0,4 milles carrés (1,04 km2) d'étendues d'eau.